# جاكسون بيك
جاكسون بيك (بالإنجليزية: Jackson Beck)‏ هو ممثل أمريكي، ولد في 23 يوليو 1912 بنيويورك في الولايات المتحدة، وتوفي بنفس المكان في 28 يوليو 2004 بسبب سكتة.

## وصلات خارجية
- جاكسون بيك على موقع IMDb (الإنجليزية)
- جاكسون بيك على موقع قاعدة بيانات الفيلم (الإنجليزية)